# Jours-en-Vaux
Ivry-en-Montagne is een voormalige gemeente in het Franse departement Côte-d'Or (regio Bourgogne-Franche-Comté) en telt 98 inwoners (2009). De plaats maakt deel uit van het arrondissement Beaune.

## Geschiedenis
Jours-en-Vaux maakte deel uit van het kanton Nolay totdat het op 22 maart 2015 werd opgeheven en de gemeenten werden opgenomen in het kanton Arnay-le-Duc. Op 1 januari 2016 fuseerde de gemeente met de gemeente Ivry-en-Montagne tot de commune nouvelle Val-Mont.

## Geografie
De oppervlakte van Jours-en-Vaux bedraagt 9,2 km², de bevolkingsdichtheid is dus 10,7 inwoners per km².
De onderstaande kaart toont de ligging van Jours-en-Vaux met de belangrijkste infrastructuur en aangrenzende gemeenten.

## Demografie
Onderstaande figuur toont het verloop van het inwonertal (bron: INSEE-tellingen).